# 王春儒
王春儒（1965年2月—），男，蒙古族，内蒙古人，中华人民共和国政治人物。现任中国科学院化学研究所研究员，博士生导师。第十三、十四届全国政协委员。